# 李克特量表
李克特量表（英文中主要读作 lie-kurt /laɪkɜrt/，偶尔读作 lick-urt /lɪkɜrt/，雖然后者才取自於该人名的原本讀法）是一種心理反應量表，常在問卷中使用，而且是目前調查研究（survey research）中使用最廣泛的量表。當受測者回答此類問卷的項目時，他們具體的指出自己對該項陳述的認同程度。此量表是由倫西斯·李克特所建立。

## 在樣本題目使用李克特五點選項

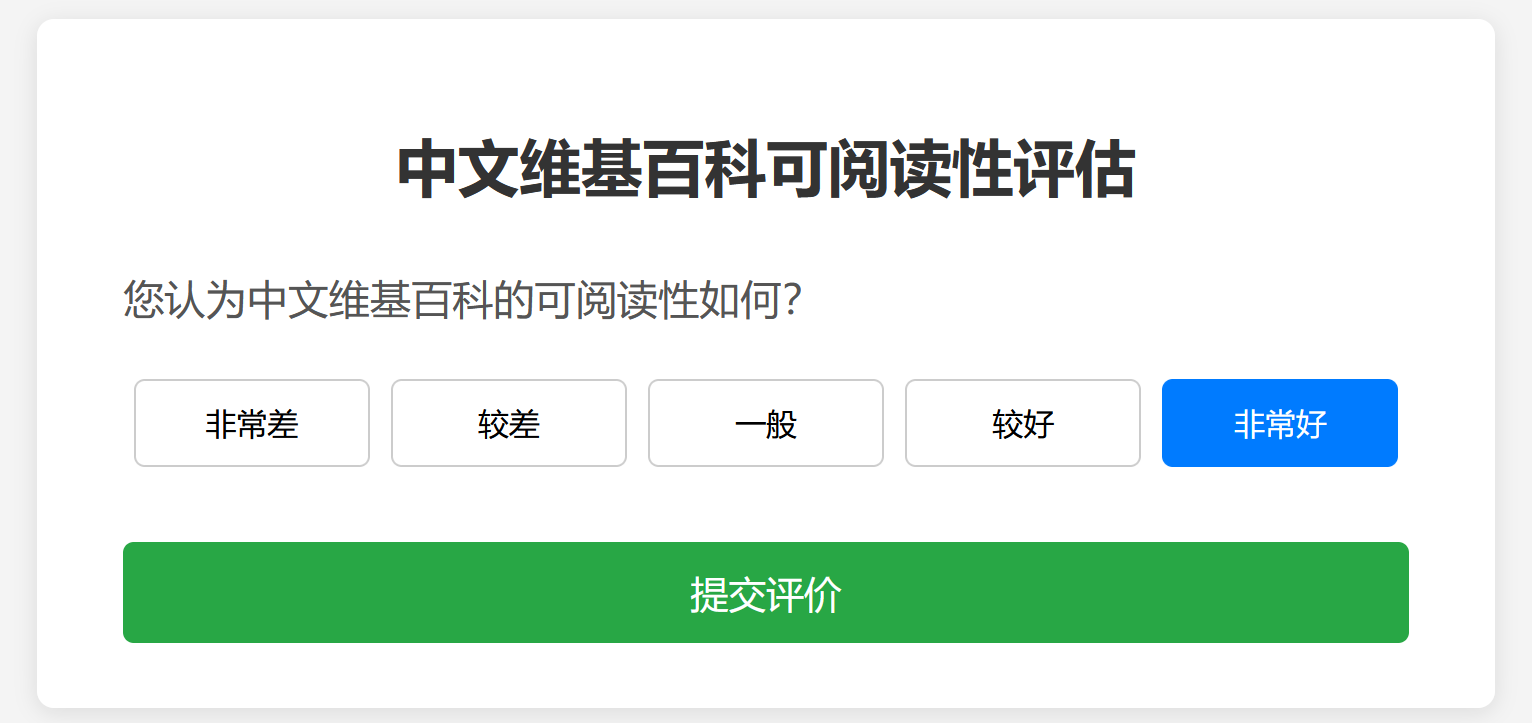
这是一张用李克特量表作为问卷调查方法的统计页面，以收集被调查者对中文维基百科可阅读性的评价。

釐清李克特量表（Likert scale）和李克特選項（Likert item）的區別是重要的。李克特量表是使用各種李克特選項的總稱。因為李克特選項，常常是一個視覺化量表（例如，在一個題目上的一條水平線，讓受測者以畫圈或點選的方式回答），這些選項有時也稱為量表。但是，這容易造成混淆，因此，比較好的做法是，李克特選項專指一個單獨的選項。
李克特選項是一個陳述。受測者被要求指出他或她們對該題目所陳述的認同程度，或任何形式的主觀或客觀評價。通常使用五個回應等級，但許多計量心理學者（psychometrician）主張使用7或9個等級。一項最近的實證研究指出，5等級、7等級和10等級選項的數據，在簡單的資料轉換後，其平均數、變異數、偏態和峰度都很相似。例如李克特的五等選項的：
1. 強烈反對
2. 不同意
3. 既不同意也不反對
4. 同意
5. 堅決同意

李克特量表是有兩個極端的量化方法，衡量一個陳述的正面或負面回答。當中間選項「無意見」不能用時，有時會使用四等量表──一個強迫選擇的方法。李克特量表也許會受到幾種因素干擾而失真。受測者也許會迴避勾選極端的選項（趨中傾向的偏差）；對陳述的習慣性認同（慣性偏差）；或試著揣摩並迎合他們自己或他們的組織希望的結果（社會讚許偏差）。

## 計分與分析
在問卷完成後，每一個選項也許會被個別的分析，或某些成組的選項被加總並建立成一個量表。因此，李克特量表常常被稱為累加量表（summative scale）。
至於個別的李克特選項可視為區間數據，或只應該被視為順序數據，仍然是具爭議性的議題。許多人將這樣的項目視為順序尺度的數據，因為特別是只有使用5個等級時，無法讓受測者察覺到這些相鄰的項目，其間隔是等距的。在另一方面，通常（正如上面的例子）其response levels的措辭清楚的暗示出中間類別的response levels的對稱性；在最低限度，這樣一個項目，將變成介於順序和區間尺度之間 ；只將它視為順序數據將遺失一些信息。此外，如果該項目附帶視覺近似評價標尺（visual analog scale），其回答程度的間隔則明確表示，其作為區間數據的論點是更加堅固。
當被視為順序數據，李克特數據可以整理成長條圖，以中位數或眾數（但不是平均數）表現集中趨勢，以四分位距表現分散程度（但不是標準差），或用非參數檢驗分析，如卡方檢定、曼-惠特尼檢驗、威尔克科逊检验或克拉斯卡-瓦立斯檢定。
幾個李克特題目的數據也許會被加總，若所有題目使用相同的李克特量表，則該量表可有效的接近區間尺度，此時可以將之視為區間數據測量潛在變項。如果加總結果滿足這些假設，可以用參數統計（parametric statistical）如變異數分析作測試。但只有當項目在5個以上才可使用。
由李克特量表獲得的數據，有時會合併所有的同意和不同意的回覆為「接受」和「不接受」兩個類別，此時會成為名目尺度。卡方檢定、科克倫定理或麥尼檢定都是在資料做這些轉換後常用的統計方法。
Consensus based assessment (CBA) 可以用來為沒有普遍接受的標準或客觀標準的領域產生一個客觀的標準。CBA可用於完善或甚至驗證普遍接受的標準。

## 測量的尺度
五個答題選項類別常常被認為是區間測量變項尺度。但是，如果尺度各點的區間與metric sense中的實證觀察結果一致時，這只能算是一種個案。事實上，也有可能出現順序尺度的情況。例如，在一個A，B，C 集合中，可能出現李克特量表循環關係（circular relation）如 A>B，B>C和 C>A。這違反順序尺度的遞移性公理（axiom of transitivity）。

## Rasch 分析
在原則上，對使用polytomous Rasch model的連續統（continuum）而言，當李克特量表的數據可以被獲取且適合此模式時，其數據可以用來作為獲取區間尺度估計量的基礎。此外，polytomous Rasch mode能檢驗反應出態度或特質的增加程度的句子的假說。例如，模型的應用往往表明了中立的類別並非表示為介於同意或不同意類別之間的態度或特性。
此外，並非所有李克特量化選項的集合都能使用Rasch measurement。該數據已徹底加以檢驗，以滿足嚴格的格式化公理模型。

## 讀音
建立此量表的倫西斯·李克特對他自己名字'lick-urt'的讀法為一個短"i"的音。已經有人主張Likert的名字"是在[該]領域中錯誤的讀音。"雖然許多人用長"i"音的讀法（'lie-kurt'），但是那些企圖保有Dr. Likert原本的讀音的人是用短"i"音。

## 延伸閱讀
- Analog scale
- 累積量表
- Ipsative（英语：Ipsative）
- Phrase completion scales（英语：Phrase completions）
- Thurstone scale（英语：Thurstone scale）
- Mokken scale（英语：Mokken scale）
- Bogardus Social Distance Scale（英语：Bogardus Social Distance Scale）
- F-scale（英语：F-scale）
- Discan scale
- Diamond of opposites（英语：Diamond of opposites）
- Rating scale（英语：Rating scale）
- Rating sites（英语：Rating sites）
- 逆向工程
- 投票制度
- Consensus based assessment (CBA)（英语：Consensus based assessment (CBA)）

## 外部連結
- Trochim, William M. The Research Methods Knowledge Base, 2nd Edition. Internet WWW page, at URL: http://www.socialresearchmethods.net/kb/scallik.php （页面存档备份，存于）  (version current as of October 20, 2006).
- Likert Scales: Dispelling the Confusion （页面存档备份，存于） - John Uebersax
- Koo M, Yang SW. Likert-Type Scale.Encyclopedia 2025;5(1):18.